# Екстракт ванілі

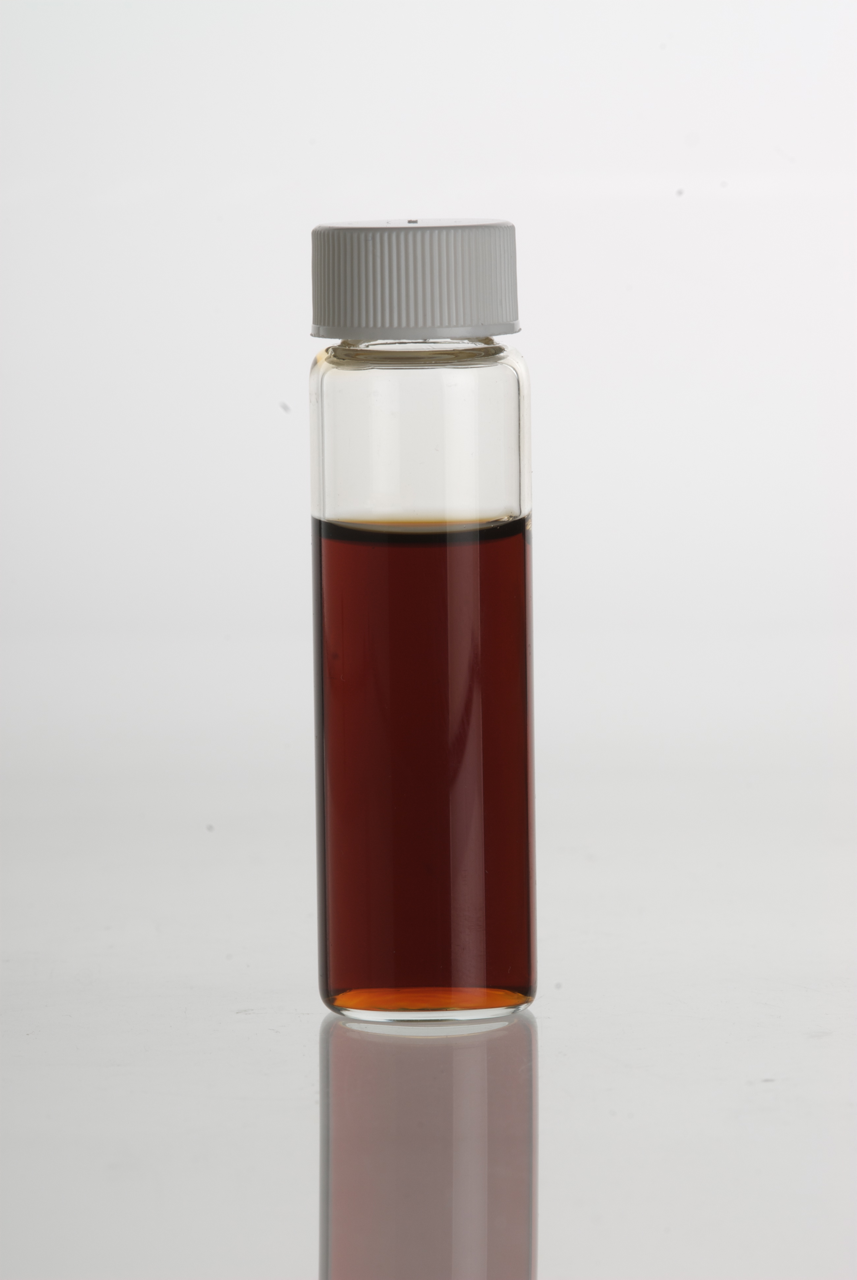
Екстракт ванілі у прозорому скляному флаконі

Екстракт ванілі - це розчин, виготовлений шляхом мацерування та просочування стручків ванілі у розчині етанолу та води. Він вважається важливим інгредієнтом багатьох західних десертів, особливо хлібобулочних виробів, таких як тістечка, печиво та кекси, а також заварні креми, морозиво та пудинги.  Хоча його основною ароматичною сполукою є ванілін, екстракт чистої ванілі містить кілька сотень додаткових ароматичних сполук, які відповідають за його складний, глибокий смак.  Навпаки, штучний ванільний ароматизатор складається виключно із штучно отриманого ваніліну, який часто виготовляється із побічного продукту деревної целюлозної промисловості.  Через те, як виготовляється екстракт ванілі (тобто шляхом мацерації природно-коричневих зерен ванілі в спирті), неможливо, щоб він був безбарвним або прозорим. Тому будь-який прозорий ароматизатор ванілі є штучним. 
Екстракт ванілі - найпоширеніша форма ванілі, що використовується сьогодні. Мадагаскарські, мексиканські, таїтянські, індонезійські та угандійські боби ванілі - основні сорти, що використовуються сьогодні. Термін "бурбонська ваніль" позначає походження ванільних бобів як вихідців з Бурбонських островів, найчастіше Мадагаскару, а також Маврикію та Реюньйону. Назва походить з періоду, коли островом Реюньйон правили королі Бурбонів Франції і не має ніякого відношення до бурбонського віскі .

## Юридичні визначення

### Канадські регуляції
Відповідно до Положення про харчові продукти та ліки (CRC, бл. 870), продукти ванільного екстракту повинні перероблятися з ванільних бобів: Vanilla planifolia або Vanilla tahitensia. На кожні 100 мл екстракту він повинен містити кількість розчинних речовин, пропорційну їх природному стану, доступному для екстракту. Зокрема, якщо боби містять менше 25% води, екстракт ванілі повинен складатися щонайменше з 10 г ванільних зерен; якщо боби містять> 25% вмісту води, ванільний екстракт повинен складатися щонайменше з 7,5 г ванільних зерен. Екстракт ванілі не повинен містити доданого кольору. 

## Компанії, що виробляють екстракт ванілі
- Adams Extract
- C.F. Sauer Company
- Dr. Oetker
- Frontier Natural Products
- Madécasse
- McCormick &amp; Company
- Nielsen-Massey Vanillas
- Penzeys Spices
- Spice Islands (brand)
- Watkins Incorporated

## Дивитися також
- Трав'яний екстракт
- Ванільна планіфолія